# Neiße-Malxetal
Neiße-Malxetal település Németországban, azon belül Brandenburgban. Lakosainak száma 1571 fő (2023. december 31.).

## Népesség
A település népességének változása:
| Lakosok száma | 1712 | 1624 | 1627 | 1605 | 1589 | 1571 |
|               | 2014 | 2017 | 2019 | 2021 | 2022 | 2023 |